# Păulești (Prahova)
Păuleşti è un comune della Romania di 5 233 abitanti, ubicato nel distretto di Prahova, nella regione storica della Muntenia. 
Il comune è formato dall'unione di 4 villaggi: Cocoșești, Găgeni, Păulești, Păuleștii Noi. Il centro abitato è attraversato dal 45º parallelo, la linea equidistante fra il Polo nord e l'Equatore.